# Lublin (Wisconsin)
Lublin és una població dels Estats Units a l'estat de Wisconsin. Segons el cens del 2000 tenia 110 habitants.

## Demografia
Segons el cens del 2000, Lublin tenia 110 habitants, 59 habitatges, i 32 famílies. La densitat de població era de 27,9 habitants per km².
Dels 59 habitatges en un 11,9% hi vivien nens de menys de 18 anys, en un 44,1% hi vivien parelles casades, en un 8,5% dones solteres, i en un 44,1% no eren unitats familiars. En el 42,4% dels habitatges hi vivien persones soles el 18,6% de les quals corresponia a persones de 65 anys o més que vivien soles. El nombre mitjà de persones vivint en cada habitatge era d'1,86 i el nombre mitjà de persones que vivien en cada família era de 2,45.
Per edats la població es repartia de la següent manera: un 13,6% tenia menys de 18 anys, un 5,5% entre 18 i 24, un 23,6% entre 25 i 44, un 31,8% de 45 a 60 i un 25,5% 65 anys o més.
L'edat mediana era de 49 anys. Per cada 100 dones de 18 o més anys hi havia 82,7 homes.
La renda mediana per habitatge era de 20.938 $ i la renda mediana per família de 50.625 $. Els homes tenien una renda mediana de 28.750 $ mentre que les dones 23.750 $. La renda per capita de la població era de 15.823 $. Aproximadament el 24,1% de les famílies i el 27,2% de la població estaven per davall del llindar de pobresa.

## Poblacions més properes
El següent diagrama mostra les poblacions més properes.